# Bjarmaland

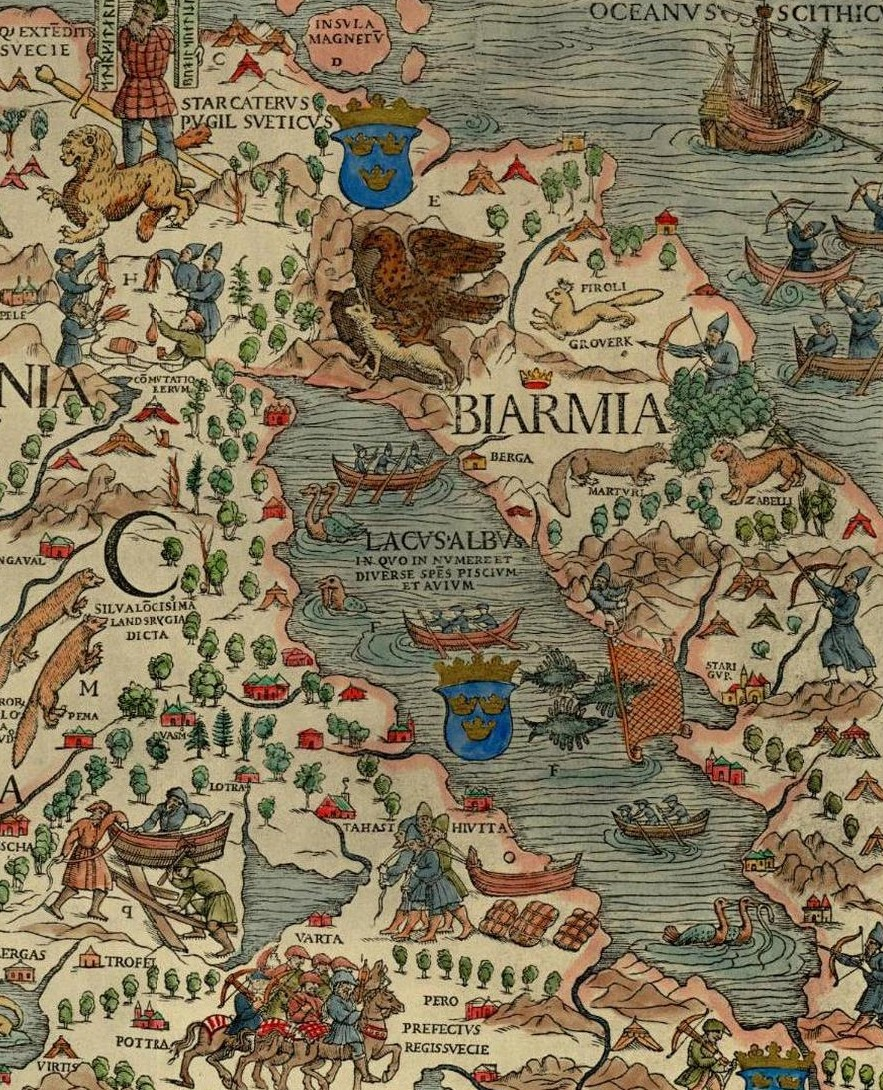
Biarmia ilustrada en la Carta Marina de Olaus Magnus (1539).

Bjarmaland o Bjarm (pronunciado Bjarmland o Biarmia) era un territorio mencionado en las sagas nórdicas en la época vikinga e incluso más tarde. La mayoría de estudiosos creen que el término se refiere a las costas meridionales del mar Blanco y la cuenca hidrográfica del Dviná Septentrional. Hoy, esta área está comprendida en el óblast de Arjánguelsk de Rusia.
Normalmente se asume que el nombre se deriva de la palabra finoúgria perm, que querría decir «mercaderes intinerantes». De todos modos, algunos lingüistas consideran esta teoría algo especulativa. El comercio biarmio alcanzó a Bolghar, la capital de Bulgaria del Volga, al sudeste, donde interactuaban con los escandinavos que se internaban por el mar Báltico.

## Identificación
El nombre Bjarmaland aparece en la literatura nórdica, refiriéndose posiblemente al área donde se encuentra actualmente Arjánguelsk, que fue precedida por un asentamiento biarmio. La primera aparición registrada del nombre es en el Viaje de Ohthere, llevado a cabo hacia el año 890. De acuerdo a la relación de Ohthere, ese fue el primer viaje de los escandinavos a Biarmia, pero esta información no es del todo fiable.
El nombre permiano se encuentra en uno de los más antiguos textos del Rus de Kiev, la Crónica de Néstor, escrita entre el año 1000 y 1100. Los nombres de otros pueblos finougrios, como los vepsios, los chemeris, los mordvinos o los chud también aparecen nombrados aquí.
El topónimo también fue usado por el historiador alemán Adán de Bremen (siglo XI) y el islandés Snorri Sturluson (1179-1241) en la Saga de Bósi, explicando que sus ríos fluían hacia Gandvik. No está claro si ellos hacen referencia al mismo Bjarmaland que se menciona en el Viaje de Ohthere. El dios Jomali es lingüísticamente de origen finés, pero la descripción que de él se hace se parece más a los chamanes siberianos debido a que utiliza una corona adornada con doce estrellas de oro.
Olaus Magnus situó Bjarmaland en la península de Kola, mientras que Johannes Schefferus (1621 - 1679) argumentó que era equivalente a Laponia.

## Primeros contactos

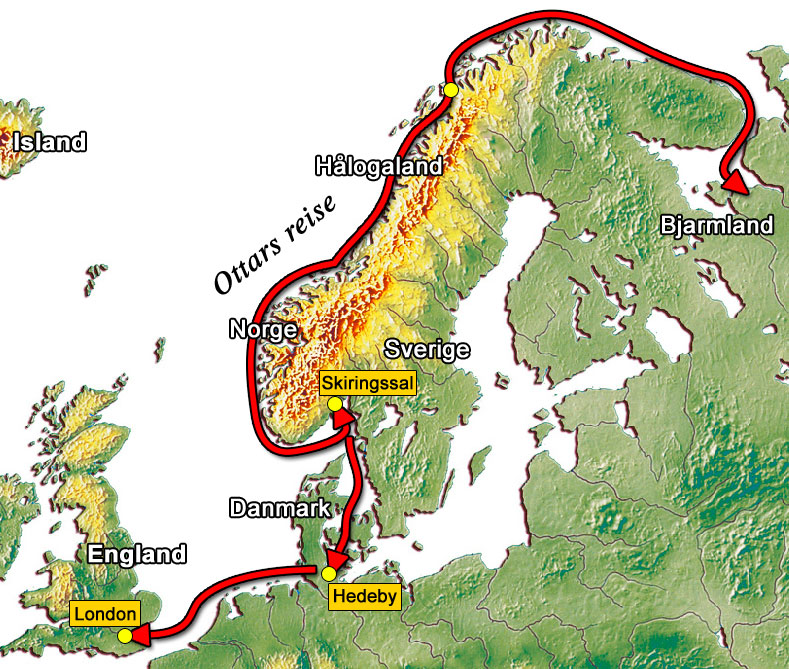
Un mapa noruego del viaje de Ohthere.

Según la saga sobre el Viaje de Ohthere, el mercader noruego Ohthere de Hålogaland informó al rey Alfredo el Grande que había navegado durante varios días a lo largo de la costa norte para luego volver al sur llegando finalmente a un gran río, probablemente el Dviná Septentrional. En el estuario del río vivió con los Beormas, que eran sedentarios (al contrario que los sami, que eran nómadas), y cuya tierra era rica y populosa. Ohthere no conocía su lengua pero afirmó que era parecido a la de los sami. Los biarmios le explicaron las características de su tierra y le hablaron de otros países fronterizos.
Años más tarde, varias expediciones partieron de Noruega a Bjarmaland. En 920, Erik Hacha Sangrienta, hizo una expedición vikinga, así como Harald II y Haakon Magnusson Toresfostre, en 1090.
La expedición más conocida fue la de Thorir Hund (Thorir el Perro) que juntamente con varios amigos llegó a Bjarmaland hacia 1026. Empezaron a comerciar con sus habitantes, comprando un gran número de pieles, con las cuales fingieron volver. Acto seguido, descendieron en la costa en secreto y saquearon el cementerio de los biarmios, donde estos habían erigido un ídolo a su dios Jomali. Este dios tenía un cuenco lleno de plata en su regazo y una cadena valiosa alrededor del cuello. Thorir y sus hombres escaparon de sus perseguidores con el botín.

## Trasfondo

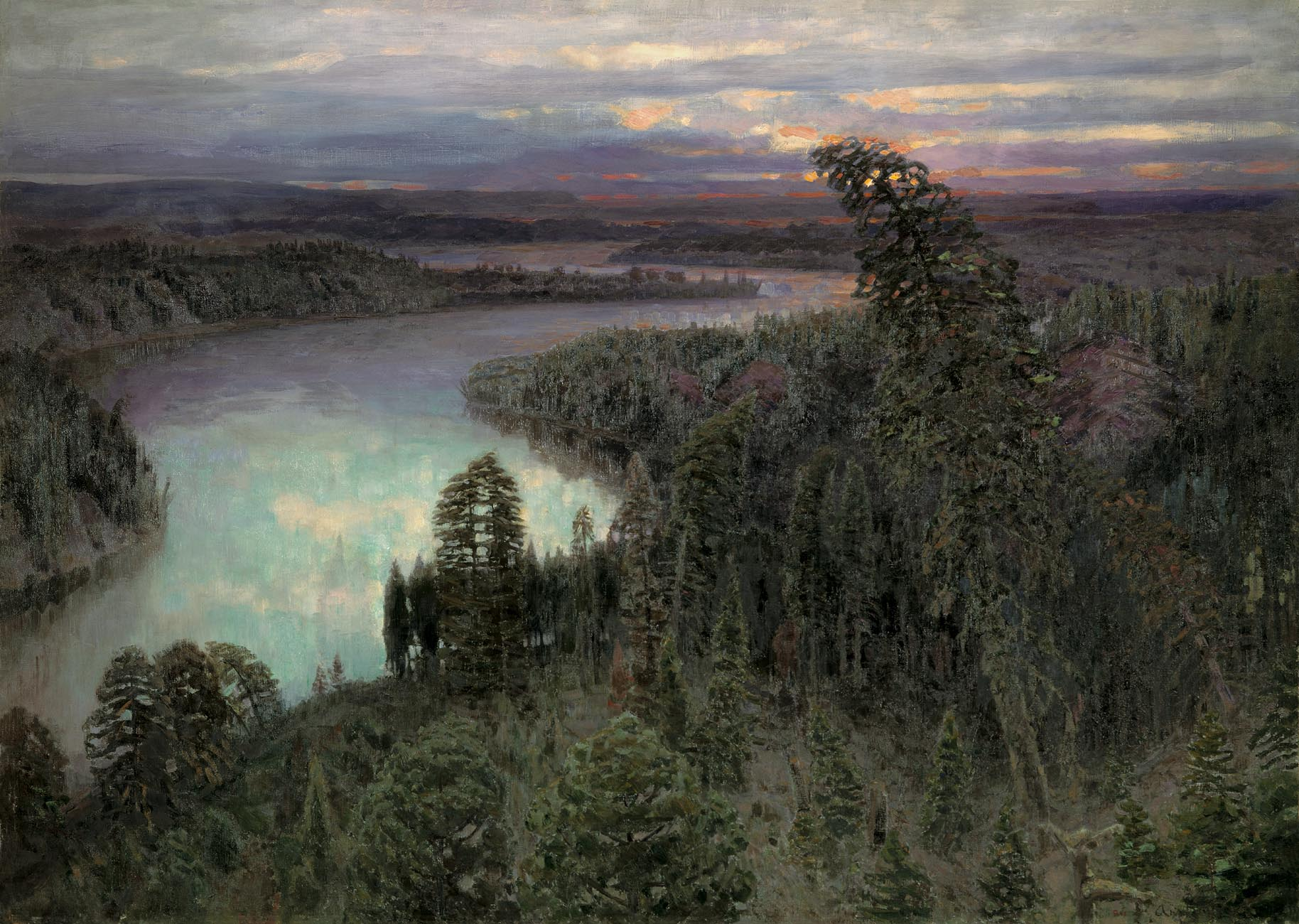
La tierra del norte (Víktor Vasnetsov, 1899).

Los historiadores modernos suponen que la riqueza de los biarmios provenía de su provechosos comercio a lo largo del Dviná, el río Kama y el Volga hasta Bolghar y otros puestos comerciales del sur. A lo largo de esta ruta, se intercambiaban monedas de plata y otras mercancías por pieles y colmillos de morsa transportados por los biarmios. Más al norte, los biarmios comerciaban con los sami, de los que se ha dicho que posiblemente fueran tributarios de los biarmios.
Parece que los escandinavos hicieron algún uso de la ruta comercial del Dviná, además de la Ruta comercial del Volga y de la del Dniéper. En 1217, dos comerciantes noruegos llegaron a Bjarmaland a comprar pieles; uno de los mercaderes intentó llegar más al sur, para llegar a Tierra Santa, donde intentaría luchar en las cruzadas. el segundo comerciante, que se quedó, fue asesinado por los biarmios. Este hecho hizo que los noruegos mandaran una expedición de castigo en 1222 que saqueara Bjarmaland.
El siglo XIII parece haber traído el declive de los biarmios, que se convirtieron en tributarios de la República de Nóvgorod. Mientras muchos eslavos emigraron hacia al norte, a Beloozero y Bjarmaland, a raíz de la invasión mongola de Rusia los biarmios, desplazados, buscaron refugio en Noruega, donde Haakon IV les dio tierra en Malangen en 1240. Una de las razones más importantes del declive fue, con el inicio de las cruzadas, el traslado de las rutas comerciales más al sur y su orientación más al oeste.
Cuando Novgórod fundó Veliki Ústiug, a principios del siglo XIII, los biarmios tuvieron un serio competidor en el comercio. Más y más pomor llegaron al área durante el siglo XIV y XV, que condujeron a la subyugación y asimilación final de los biarmios por los eslavos.